# Tiana Lemnitz
Tiana Lemnitz (Metz, 26 d'octubre de 1897 - Berlín, 5 de febrer de 1994) fou una soprano operística alemanya. Va participar en òperes al Staatsoper de Berlín entre 1934 i 1957.

## Biografia
Tiana Lemnitz, coneguda també sota el seu nom d'escena Tiana Gerstung, va néixer el 26 d'octubre de 1897, a Metz, durant l'annexió de Lorena a l'Imperi Alemany ocorreguda entre 1871 i 1918. La ciutat, que comptava a aquella època amb una trentena de societats musicals i corals, a més de molts cafès-concerts, tenia llavors una vida musical intensa. La jove Tiana va estudiar al Conservatori Hoch de Frankfurt del Main amb Antoni Kohmann, i debutà a Heilbronn l'any 1921, en el paper principal de l'òpera Undine d'Albert Lortzing. Tiana Lemnitz cantà després a Aquisgrà entre 1922 i 1928, i a continuació a Hannover entre 1928 i 1934. Va fer també algunes aparicions a Dresden i a Sopot.
Tiana Lemnitz debutà a l'Òpera de l'Estat de Berlín l'any 1934, on va assolir els seus èxits més importants. Hi cantarà fins a l'any 1957; al mateix temps, era freqüentment convidada a les òperes de Múnic i de Viena, i cantà el paper de Marguerite de Faust a Varsòvia l'any 1937, al costat del Méphisto de Fiódor Xaliapin. Pel que fa a les òperes de Wagner, va interpretar els papers d'Elisabeth, Elsa, Eva, i fins i tot Sieglinde (aquest paper només a Berlín, del qual no queda document sonor). Cantà també el paper de Pamina a la integral de Die Zauberflöte gravada per Sir Thomas Beecham l'any 1937 i el d'Agathe a Der Freischütz al Festival de Salzbourg, l'any 1939. L'any 1936, Tiana Lemnitz va participar en la temporada del Royal Opera House de Londres i l'any 1950 a la del Teatro Colón de Buenos Aires.
Com a professora de cant, va tenir entre els seus alumnes el tenor Wilfried Krug.
Tiana Lemnitz a morir a Berlín el 5 de febrer de 1994.

## Estil i interpretació
La veu de Tiana Lemnitz s'ajustava particularment als grans papers líric-dramàtics del repertori alemany i italià, tals la Comtessa Almaviva, Pamina, Euryanthe, Elisabeth, Elsa, Eva, Sieglinde, Octaviana i La Maréchale a Der Rosenkavalier, al paper principal d'Arabella, a Elvira, Leonora, Aida i Desdemona. Desenvolupà igualment una afecció particular per a les heroïnes eslaves i txeques, sobretot Marenka a La nòvia venuda, Milada a Dalibor, el paper principal de Jenufa i Natasha a Txarodéika. Fou molt admirada també com a intèrpret de lied, al qual consagrà una gran part de la seva carrera.
Artista fervent, intèrpret matisada i refinada, a qualsevol repertori que cantava, Tiana Lemnitz va saber utilitzar una veu naturalment sumptuosa, una plasticitat vocal i un frasejat poètic, de manera excepcional.

## Repertori
- Alban Berg
  - Wozzeck (Marie)
- Bedřich Smetana
  - Dalibor (Milanda)
  - La nòvia venuda (Marenka)
- Carl Maria von Weber
  - Der Freischütz (Agathe): Orquestra de l'Òpera de l'Estat de Baviera dirigida per Leo Blech (1935), més tard per Bruno Seidler-Winkler (1939)
- Christoph Willibald Gluck
  - Orfeu o Eurídice[9]
- Georges Bizet
  - Carmen (Micaëla)
- Giacomo Puccini
  - La Bohème (Mimì)
- Giuseppe Verdi
  - Aida (Aida): Orquestra de l'Òpera de l'Estat de Baviera dirigida per Franz Schmidt (1937)
  - Don Carlos (Elisabetta)
  - Ernani (Elvira)
  - Il trovatore (Leonora)
  - Otello (Desdemona): Orquestra de l'Òpera de l'Estat de Baviera dirigida per Bruno Seidler-Winkler (1938-1939)
- Albert Lortzing
  - Undine (Undine)
- Leoš Janáček
  - Jenůfa (Jenufa)
- Piotr Ilitch Txaikovski
  - Ievgueni Oneguin (Tatjana)
  - Txarodéika (Nastasya)
- Richard Strauss
  - Arabella (Arabella)
  - Der Rosenkavalier (Oktavian; Die Marschallin)
- Richard Wagner
  - Die Meistersinger von Nürnberg (Eva)
  - Die Walküre (Sieglinde)
  - Lohengrin (Elsa): Orquestra de l'Òpera de l'Estat de Baviera dirigida per Johannes Schüler (1939)
  - Tannhäuser (Elisabeth): Orquestra de l'Òpera de l'Estat de Baviera dirigida per Leo Blech (1936)
- Stanislaw Moniuszko
  - Halka (Halka)
- Wolfgang Amadeus Mozart
  - Die Zauberflöte (Pamina): Orquestra Filharmònica de Berlín dirigida per Sir Thomas Beecham (1937)
  - Don Giovanni (Donna Anna)
  - Le nozze di Figaro (Contessa): Orquestra Filharmònica de Berlín dirigida per Bruno Seidler-Winkler (1938)